# Žan Majer
Žan Majer (Maribor, 25 de julio de 1992) es un futbolista esloveno que juega en la demarcación de centrocampista para el Mantova 1911 de la Serie B.

## Selección nacional
Tras jugar con la selección de fútbol sub-21 de Eslovenia, finalmente hizo su debut con la selección absoluta el 2 de junio de 2018 en un partido amistoso contra Montenegro que finalizó con un resultado de 0-2 a favor del combinado esloveno tras los goles de Roman Bezjak y Miha Zajc.

## Clubes
| Club            | País      | Año       | Partidos | Goles |
| --------------- | --------- | --------- | -------- | ----- |
| N. K. Aluminij  | Eslovenia | 2011-2012 | 11       | 0     |
| N. K. Domžale   | Eslovenia | 2012-2017 | 155      | 11    |
| F. C. Rostov    | Rusia     | 2017-2019 | 17       | 0     |
| U. S. Lecce     | Italia    | 2019-2022 | 104      | 8     |
| Reggina 1914    | Italia    | 2022-2023 | 33       | 1     |
| U. S. Cremonese | Italia    | 2023-2025 | 46       | 0     |
| Mantova 1911    | Italia    | 2025-     |          |       |

## Palmarés

### Campeonatos nacionales
| Título            | Club          | País      | Año  |
| ----------------- | ------------- | --------- | ---- |
| Copa de Eslovenia | N. K. Domžale | Eslovenia | 2017 |
| Serie B           | U. S. Lecce   | Italia    | 2022 |